# Вендичанська Дубина
Вендича́нська Дуби́на — ботанічний заказник загальнодержавного значення. Розташований в межах Могилів-Подільського району Вінницької області, у лісовому масиві на західній околиці смт Вендичани.
Площа 373 га. Створений у 1978 р. Підпорядкований Могилів-Подільському держлісгоспу.

## Стислий опис
Охороняється лісовий масив у межиріччі Лядової та Немиї (притоки Дністра). На території заказника переважають дубово-грабові насадження віком 70—100 років. У трав'яному покриві зростають рідкісні види: лілія лісова, любка дволиста, коручка чемерникоподібна, гніздівка звичайна, занесені до Червоної книги України, а також чемериця чорна і півники злаколисті, які є реліктами. Крім того, флора заказника багата на лікарські рослини.

## Детальна характеристика
За фізико-географічним районуванням України ця територія належить до Могилівсько-Придпістровського району
Придністровсько-Подільської області Дністоровсько-Дніпровської лісостепової провінції Лісостепової зони. Для території, на якій розташовано заказник, характерними є терасово-лесові рівнини з сірими і темно-сірими ґрунтами і грабовими дібровами. З геоморфологічної точки зору описувана територія являє собою нерозчленовані тераси алювіальної акумулятивної рівнини.
Клімат території є помірно континентальним. Для нього характерне тривале, нежарке літо, і порівняно недовга, м'яка зима. Середня температура січня становить  -5.5°...-5°С, липня +19,5°...+20°С. Річна кількість опадів складає 500-525 мм.
За геоботанічним  районуванням  України  ця територія належить до Європейської широколистяної області, Подільсько-Бесарабської  провінції,  Вінницького  і Центральноподільського) округу.
Даний масив розташований на широкому межирічному плато з плоскохвилястим рельєфом. В його складі переважають дубово-грабові і дубові ліси віком 70-100 років. Найбільшу цінність в заказнику  являє  собою  асоціація  дубових  лісів свидиново-гірськоосокових типового складу і будови, що займає плоскі слабодреновані ділянки плато. Деревостан їх у віці 100 років має зімкнутість 0,8-0,9, висоту 22 м, діаметр 24 см 1 бонітет. Підлісок
зімкнутістю 0,2-0,3 утворює свидина криваво-червона, подекуди зустрічаються  субсередземноморські види — кизил і калина гордовина. Середньогустий травостій (30-40%) утворює осока гірська (20-25%), медунка м'яка, купина широколиста, півники злаколисті, буквиця лікарська тощо.
Асоціація дубових лісів свидинно-конвалієвих займає пологі схили або невисокі вузькі гребені плато. За ценотичною структурою і флористичним складом дана асоціація близька до попередньої. Більш довгі і похилі схили, а також нижні частини крутих схилів займає асоціація дубових лісів свидинно-яглицевих, в складі якої переважають типово-неморальні види. Середні частини більш крутих південних схилів займають дубові ліси татарськокленово-конвалієві,
а нижні їх частини — татарськокленово-яглицеві типового складу і будови. Тальвеги глибоких балок займають ценози дубових лісів ліщиново-яглицевих.
Грабово-дубові ліси заказника характеризуються складним складом і будовою. В складі їх деревостану, крім дуба черещатого і граба звичайного, входять берека, ільм граболистий, ясен високий. В цих лісах виражений характерний екологічний ряд асоціацій: у верхній частині схилів — з осокою волосистою, в середніх — із зірочником лісовим, в нижніх — із яглицею. Значні площі дубово-грабових та їх похідних грабових лісів в заказнику в минулому підпадали під випас, на їх місці в наш час сформувалися ценози з домінуванням в травостані рудерального виду — розрив-трави дрібноквіткової.
В складі флори заказника зустрічаються види, занесені в "Червону книгу України", такі як любка дволиста і зеленоквіткова, коручка чемерниковидна, темно-червона та фіолетова, лілія лісова, гніздівка звичайна. Крім того, тут зростає чемериця чорна — рідкісний для рівнини України реліктовий третинний вид, а також
півники злаколисті — субсередземноморський вид, що знаходиться тут на північній межі ареалу.
Охороняється в заказнику генофонд лікарських рослин: конвалії травневої, буквиці лікарської, наперстянки великоцвітої, перстачу білого, материнки звичайної, звіробою звичайного тощо. Даний заказник репрезентативно відбиває рослинність і флору лісів плато регіону.